# Parafia Siedmiu Boleści Najświętszej Marii Panny w Kowalach Pańskich
Parafia Siedmiu Boleści Najświętszej Marii Panny w Kowalach Pańskich - rzymskokatolicka parafia położona w południowej części powiatu tureckiego. Administracyjnie należy do diecezji włocławskiej (dekanat dobrski). 
W skład parafii wchodzą miejscowości: Kowale Pańskie, Kowale Pańskie-Kolonia, Siedliska, Leśnictwo, Dziewiątka, Ciemień, Dzierzbotki, Marianów-Kolonia oraz Młodzianów.

## Duszpasterze
- proboszcz: ks. Roman Kowszewicz (od 2012) - wicedziekan dekanatu dobrskiego

## Kościoły
- kościół parafialny: Kościół Siedmiu Boleści NMP w Kowalach Pańskich

## Historia
Pierwotnie Kowale Pańskie należały do parafii Turek. Dopiero na przełomie XIV i XV wieku wyodrębniono osobną parafię. Była to uboga parafia, stąd jeszcze w XVII i XVIII wieku niejednokrotnie brakowało proboszcza. Od końca XVIII wieku do 1842 roku opiekę duszpasterską, sprawowali księża bernardyni z Warty. Dopiero w 1907 roku parafia wzmocniła się, dzięki przyłączeniu do niej kilku wiosek, które wcześniej wchodziły w skład parafii Dobra.
W dokumentach archiwalnych istnienie kościoła w Kowalach Pańskich odnotowane zostało w XV wieku (wówczas pod wezwaniem Wszystkich Świętych). Obecny wzniesiono w 1847 roku. Jego fundatorem był krajczy koronny Antoni Czarnecki, który ufundował również kościół w Brzóstkowie koło Jarocina.